# Ammotrechella beatriceae
Espèce
Ammotrechella beatriceae est une espèce de solifuges de la famille des Ammotrechidae.

## Distribution
Cette espèce est endémique de Saint-Barthélemy dans les Petites Antilles.

## Description
Le mâle holotype mesure 8,20 mm. Ce solifuge est orangé brillant.

## Étymologie
Cette espèce est nommée en l'honneur de la vétérinaire et naturaliste guadeloupéenne Béatrice Ibéné, une amie de Karl Questel.

## Systématique et taxinomie
Cette espèce a été décrite par Rolando Teruel et Karl Questel en 2011 sur la base d'un mâle adulte et d'un mâle subadulte. Une femelle a été photographiée.

## Publication originale
- Teruel & Questel, 2011 : A new species of Ammotrechella Roewer 1934 (Solifugae : Ammotrechidae) from Saint-Barthélemy, Lesser Antilles. Boletín de la Sociedad Entomológica Aragonesa, vol. 49, p. 83‒86 (texte intégral).